# 索普克里克鎮區 (愛荷華州戴維斯縣)
索普克里克鎮區（英語：Soap Creek Township）是位於美國愛荷華州戴維斯縣的一個行政鎮區。

## 地方資料
根據2010年美國人口普查的數據，索普克里克鎮區的面積為90.38平方千米，當中陸地面積為90.25平方千米，而水域面積為0.13平方千米。當地共有人口610人，而人口密度為每平方千米6.75人。